# Ixora lobbii
Ixora lobbii là một loài thực vật có hoa trong họ Thiến thảo. Loài này được Loudon mô tả khoa học đầu tiên năm 1855.

## Hình ảnh

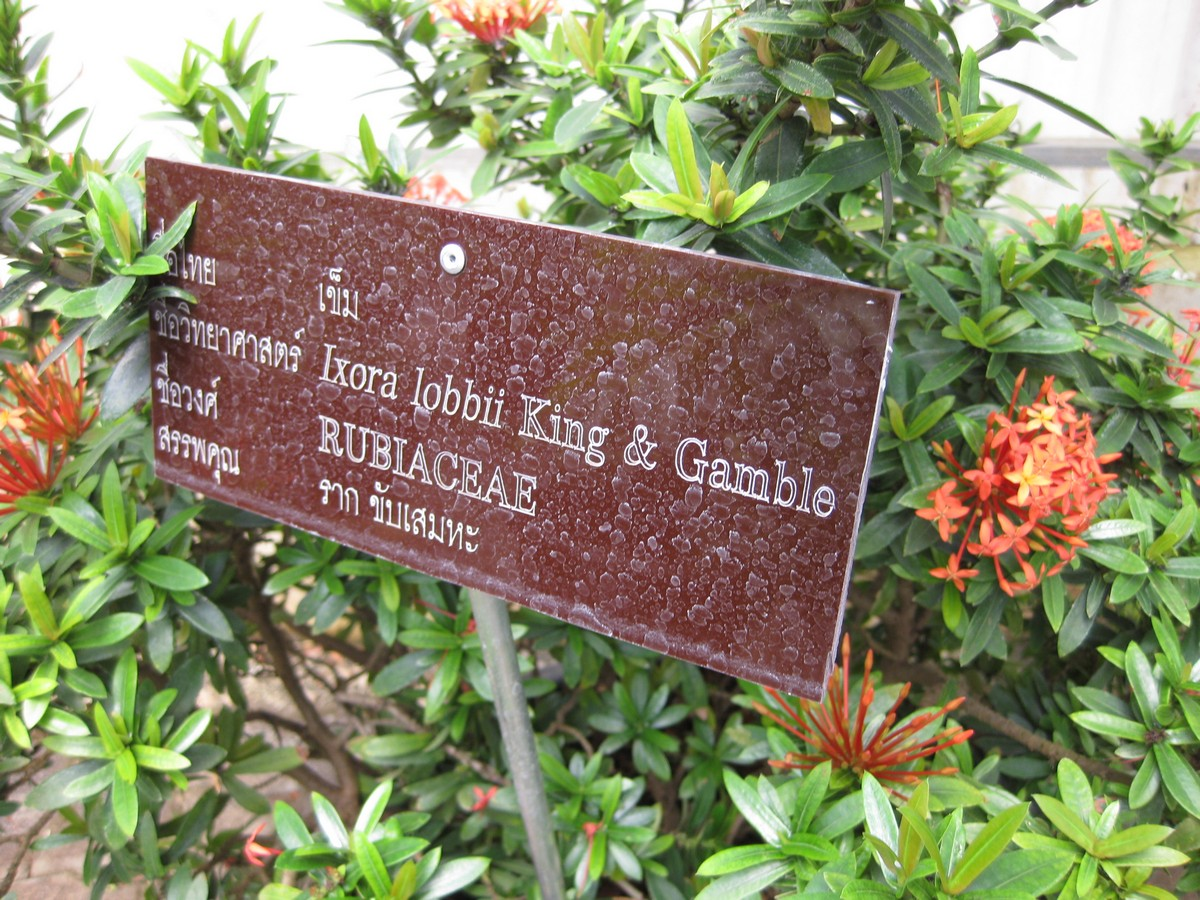